# Горал
Горал або гімалайський горал (Naemorhedus goral) — жуйний ссавець підродини козлів (Caprinae).
Тварина нагадує козла за зовнішнім виглядом, середніх розмірів. За географічною мінливістю забарвлення зазвичай виділяють 6 підвидів горалів.

## Поширення
Горал поширений в Гімалаях, Східному Тибеті, гірських областях Верхньої М'янми, Китаї (Сичуань, Юньнань, Шаньсі), Кореї, на Далекому Сході Росії.

## Зовнішній вигляд
На вигляд горал більше всього нагадує звичайну домашню козу, виглядаючи як перехідна форма від кіз до антилоп. Від інших представників підродини козлів відрізняється формою і величиною рогів і характерним хвостом з довгим волоссям.
Довжина тіла горала 106—118 см, висота в загривку до 75 см, маса — 32—42 кг. Хвіст — 13—18 см, з довгим волоссям на кінці. Самці і самки мають гострі роги чорного кольору, завдовжки 13—18 см, з невисокими поперечними кільцями в основі.
Забарвлення хутра — рудо-буре або сіре. Від носа через голову і по хребту проходить розпливчата темна смуга. Горло, основання і кінець хвоста світлі. Зимове хутро довге і пишне, літнє коротше і рідше.
Горал міг еволюціонувати від серау (Capricornis sumatraensis) або у них міг бути загальний предок. Найближчий до горалу рід (Pachygazella, пошрений в Китаї) виділився в пліоцені від 7 до 2 млн. років тому, раніше за будь-якого іншого представника підродини.

## Спосіб життя і харчування
Горал — типова гірська тварина. Населяє скелясті ділянки лісу або сухі відкриті схили гір до 4000 м над рівнем моря. В Уссурійському краю горал живе на приморських скелях з прилеглими схилами сопок і на крутих лісистих горах на висоті 500—1000 м (у внутрішніх частинах Сіхоте-Аліня). Це осіла, територіальна тварина, горали не відходять від своїх ділянок далі наж на 2—3 км.
Переляканий горал видає шиплячий звук і, якщо його злякали на відкритому місці, крупними стрибками рухається до скель. До тривалого бігу вони не здатні, але по кручах пересуваються з великою спритністю, стрибаючи на 2—3 м. Уникають рихлого снігу заввишки більше 25—30 см.
Годуються горали як травою, так і листям дерев і чагарників, охоче поїдають жолуді й інші плоди. Взимку їдять тонкі гілки, пагони і бруньки листяних дерев, рідше — хвою, лишайники і гриби.

## Соціальна структура і розмноження
Горали тримаються невеликими групами, по 4—6 голів, або поодинці (дорослі самці); літом самки з дитинчатами живуть відособлено.
Шлюбний період триває з кінця вересня до початку листопада. Під час гону самці іноді б'ються між собою. В кінці травня — початку червня самки народжують 1, рідше 2 дитинчат. Протягом першого місяця дитинчата в основному лежать в укриттях, хоча можуть пересуватися, не відстаючи від дорослих.
Статева зрілість наступає на другому році життя. Тривалість життя 5—6 років для самців і 8—10 років для самок, в неволі — до 18 років.